# Ceratothoa marisrubri
Ceratothoa marisrubri là một loài chân đều trong họ Cymothoidae. Loài này được Trilles, Colorni & Golani miêu tả khoa học năm 1999.